# Suchov
Suchov település Csehországban, Hodoníni járásban. Suchov Slavkov, Boršice u Blatnice, Nová Lhota és Velká nad Veličkou településekkel határos. Lakosainak száma 477 fő (2024. január 1.).

## Népesség
A település lakosságának változását az alábbi diagram mutatja:
| Lakosok száma | 702  | 897  | 1022 | 911  | 791  | 483  | 487  | 487  | 472  | 477  |
|               | 1869 | 1900 | 1921 | 1961 | 1980 | 2011 | 2016 | 2019 | 2021 | 2024 |